# Steginoporella magnifica
Steginoporella magnifica är en mossdjursart som beskrevs av Harmer 1900. Steginoporella magnifica ingår i släktet Steginoporella och familjen Steginoporellidae. Inga underarter finns listade i Catalogue of Life.